# Zakarias Åberg
Zakarias Åberg, född 1758, död 31 augusti 1798, var en svensk brukspatron, riksdagsledamot och politiker.

## Biografi
Zakarias Åberg föddes 1758. Han arbetade som handlande och brukspatron. åberg avled 1798.
Åberg var riksdagsledamot för borgarståndet i Umeå vid riksdagen 1792.
Åberg gifte sig med Anna Maria Grahn. Hon var dotter till rådmannen Mårten Graan och Kristina Helena Bjur i Umeå.